# 両角正芳
両角 正芳（もろずみ まさよし、1953年4月5日 - ）は、日本の政治家。長野県立科町長（1期）。元立科町議会議員（1期）。

## 来歴
長野県立科町藤沢出身。1972年（昭和47年）3月、長野県蓼科高等学校卒業。同年4月、東京都内の出版社に就職。1979年（昭和54年）4月、立科土地改良区に転職。2014年（平成26年）3月、定年退職。同年4月、農事組合法人飯島農園に入社。同年11月、退職。
2015年（平成27年）4月、立科町議会議員に初当選。
2019年（平成31年）4月21日に行われた立科町長選挙に立候補。現職の米村匡人と元町議の村松浩喜を破り初当選した。4月30日、町長就任。
※当日有権者数：6,135人 最終投票率：76.25%（前回比：-3.64pts）
| 候補者名 | 年齢 | 所属党派 | 新旧別 | 得票数  | 得票率 | 推薦・支持 |
| -------- | ---- | -------- | ------ | ------- | ------ | ---------- |
| 両角正芳 | 66   | 無所属   | 新     | 1,763票 | 38.12% |            |
| 米村匡人 | 58   | 無所属   | 現     | 1,589票 | 34.36% |            |
| 村松浩喜 | 56   | 無所属   | 新     | 1,273票 | 27.52% |            |